# Agustí Altisent Altisent
Agustí (Lluís) Altisent i Altisent (Santa Coloma de Queralt, 1923 - Poblet, 2004) fou monjo de Poblet, historiador i escriptor.

## Biografia
La seva família procedia d'Anglesola (Urgell). Orfe de ben petit, el seu pare, el farmacèutic Ramon Altisent i Bosch (+1928) i la seva mare la pintora Lluïsa Altisent i Ceardi va morir en el part el 18 de març 1923). Va estudiar als germans de La Salle de la Bonanova, a Barcelona, graduant-se després com a pèrit mercantil. El 1946 ingressà al monestir de Poblet, on li fou imposat el nom d'Agustí; professà com a monjo el 1948. Cursats els estudis de filosofia i teologia, fou ordenat de prevere el 1952. Es llicencià en teologia a la Universitat de Friburg (Suïssa) el 1953. Al monestir exercí els càrrecs d'arxiver i de director de la impremta. El 1965 es llicencià en Filosofia i Lletres (secció d'Història) per la Universitat de Barcelona, i obtingué el doctorat el 1974. De 1977 a 1988 va ser professor de la Universitat Rovira i Virgili de Tarragona, que el 2003 l'homenatjà amb un volum miscel·lani i li concedí la Medalla d'Or. Era membre numerari de la Reial Acadèmia de Bones Lletres de Barcelona, i corresponent de l'Institut d'Estudis Catalans i de la Reial Acadèmia Catalana de Belles Arts de Sant Jordi. El 1969 obtingué els premis Jaume Carner i Romeu i Enric de Larratea de l'Institut d'Estudis Catalans, i el 1997 la Generalitat de Catalunya li concedí la Creu de Sant Jordi.
S'especialitzà en l'estudi de la història medieval, sobretot la relacionada amb el seu monestir de Poblet i amb l'Orde cistercenc en general. El fruit més eminent del seu treball històric, a banda d'innombrables articles i treballs de recerca, és la Història de Poblet (Poblet 1974), i el primer volum del Diplomatari de Santa Maria de Poblet (Barcelona 1993).
Els seus articles de pensament i d'espiritualitat, apareguts durant molts anys a La Vanguardia i al Full Diocesà de Tarragona, Vic i Solsona, foren recollits i editats en els volums Reflexiones de un monje (Ediciones Sígueme, Salamanca 1990), Al caer de la tarde. Reflexiones de un monje II (Ediciones Sígueme, Salamanca 1996), i en català al volum Reflexions d'un monjo (Columna, Barcelona, 1996). L'any 1984, els articles de La Vanguardia li foren guardonats amb el Premi Ramon Godó Lallana de Periodisme.